# Dobra wspólnej puli
Dobra wspólnej puli (ang. common-pool resources) – dobra, które charakteryzują się tym, że istnieje w korzystaniu z nich niemożność wykluczenia użytkowników oraz rywalizacyjny charakter konsumpcji. Pierwszy warunek oznacza, że dostawca dobra nie może zapobiec używaniu dobra przez innych. Drugi warunek oznacza, że konsumpcja dobra przez jednostkę pozbawia innych wykorzystanie walorów tego dobra do poszerzenia własnych korzyści. Dobra wspólnej puli charakteryzują się tym, że przy nadmiernym ich wykorzystywaniu dobro jest w stanie stracić swoje walory bądź zostać całkowicie zdegradowane.
W ekonomii dobra wspólnej puli są rodzajem dóbr składających się z naturalnych lub stworzonych przez człowieka zasobów systemu (np. system nawadniania lub łowiska), których rozmiar lub specyfika sprawia, że są kosztowne, ale nie niemożliwe, aby wykluczyć potencjalnych beneficjentów od uzyskiwania korzyści z ich użytkowania. W przeciwieństwie do czystych dóbr publicznych, dobra wspólnej puli borykają się z problemami przeciążeń lub ich nadużywaniem, ponieważ są one ogólnodostępne. Dobra wspólnej puli zwykle składają się z rdzenia zasobów (np. woda lub ryby), który definiuje zmienna czasu, zapewniając jednocześnie ograniczoną ilość ekstrakcji jednostek pobocznych, które określane są zmiennym przepływem.
Przykłady dóbr wspólnej puli obejmują systemy nawadniania, łowiska, pastwisk, lasów, wody i atmosfery. Pastwisko, na przykład, pozwala na pewną ilość wypasu. Jednak w przypadku nadmiernego wypasu, pastwisko może stać się bardziej podatne na erozję i ostatecznie przynieść mniej korzyści dla jego użytkowników. Do tego rodzaju dóbr można również zaliczyć ciągi komunikacyjne, takie jak ulice. Dopóki pojazdów jest niewiele wszyscy poruszają się płynnie, ale kiedy jest ich za dużo, tworzą się korki i wszyscy jadą wolniej.
Wykorzystywanie dóbr wspólnej puli w długim okresie jest możliwe, jeśli są starannie zarządzane (np. wprowadzenie ograniczeń użytkowania i opłat). Może on zostać przedłużony, ponieważ dobra wspólnej puli posiadają możliwość regeneracji, zapewniając optymalną ilość konsumpcji. Jednakże przekroczenie granicy konsumpcji prowadzi do pogorszenia stanu dobra wspólnej puli, a tym samym nieodwracalne skutki spowodowane nadmiernym wykorzystywaniem dobra.
Dobra wspólnej puli mogą być w posiadaniu władz krajowych, regionalnych, lokalnych, osób prywatnych lub przedsiębiorstw. Gdy są one własnością niczyją, wykorzystywane są jako otwarte z wolnym dostępem. Widząc liczbę wspólnych zasobów na całym świecie, Elinor Ostrom zauważyła, że wiele z nich jest regulowanych na zasadzie dóbr publicznych przez społeczeństwo – system ten różni się od własności prywatnej lub administracji państwowej – na podstawie samodzielnego zarządzania przez społeczność lokalną.

## Przykład
Definicję dobra wspólnej puli, można zilustrować na przykładzie korzystania z pastwiska przez pasterzy. Pastwisko jest ogólnodostępnym dobrem, lecz gdy jednostka rywalizuje z innymi ludźmi, nadmiernie korzystając z jego zasobów, wyprowadzając na pastwisko nadmierną liczbę krów doprowadza tym samym do jego niszczenia bądź degradacji. Gdy nie zostanie przekroczony poziom korzystania z dobra bez szkody, jakość dobra nie ulega zmianie, natomiast po przekroczeniu granicy używalności zasoby są narażone na przeciążenie.

## Wybrane dobra wspólnej puli
- jeziora
- rzeki
- systemy irygacyjne
- lasy
- ławice rybne
- biblioteki
- drogi i ulice
- parkingi

## Rola instytucji w zarządzaniu dobrami wspólnej puli
Prowadzone przez ponad 40 lat badania nad dobrami wspólnej puli przez Elinor Ostrom, a także obserwacje dóbr naturalnych przez Arild’a Vatn’a i Geoffreya Hodgsona doprowadziły do wyszczególnienia instytucji (w rozumieniu prawidłowości ludzkich działań), które umożliwiają rozwiązywanie konfliktów w społecznościach zarządzających wspólnymi dobrami, zapobiegają wyczerpaniu bądź zniszczeniu zasobu i powstrzymują działania rabunkowe. Zofia Łapniewska dzieli te instytucje na:
- normy – będące nieformalnymi zwyczajami danej grupy – odzwierciedlają oczekiwania, cele i intencje osób do niej należących, mogą dotyczyć np. sposobu witania się;
- reguły – określają formalne działania wynikające z (nie)przestrzegania umowy pomiędzy stronami, w tym sankcje, mogą dotyczyć np. praw użytkowych;
- konwencje – są narzucone z góry np. język, obowiązujący strój (w tym normy społeczne), a ich zastosowanie zależy od pozycji jednostki w grupie;
- wspólnie budowane strategie.

Ostrom zauważyła, że pomimo różnic pomiędzy wspólnotami/grupami zarządzającymi wspólnymi dobrami, oraz odmiennością dóbr, którymi dysponują, jednostki tworzą instytucje w sposób kolektywny. Dodatkowo, osoby te współpracują na rzecz osiągania długoterminowych celów takich jak produktywne wykorzystanie systemów naturalnych oraz zachowanie ich charakteru i bogactwa, zapobiegając ich degradacji skuteczniej niż państwo, instytucje międzynarodowe czy prywatni właściciele.
Jednocześnie Ostrom przestrzega przed nadmiernym optymizmem dotyczącym samoorganizacji wspólnot, gdyż nie zawsze możliwe jest ich powstanie. W takich sytuacjach rządowe/samorządowe albo prywatne porozumienia/kontrakty okazują się bardziej skuteczne.

## Czynniki mające wpływ na opóźnienie utraty jakości bądź ilości dobra wspólnej puli
Długość użytkowania dóbr wspólnej puli bez utraty walorów zależy od charakteru danego dobra. Zaliczamy do nich m.in.:
- wielkość zasobu
- wielkość oraz zróżnicowanie opadów atmosferycznych
- nachylenie stoków
- mobilność strumienia dóbr
- normy społeczne
- wartości społeczne
- zaangażowanie członków
- zróżnicowanie preferencji jednostki
- strukturę społeczności, korzystającej z dobra wspólnej puli
- zróżnicowanie aktywów członków